# Trakt Bednarski

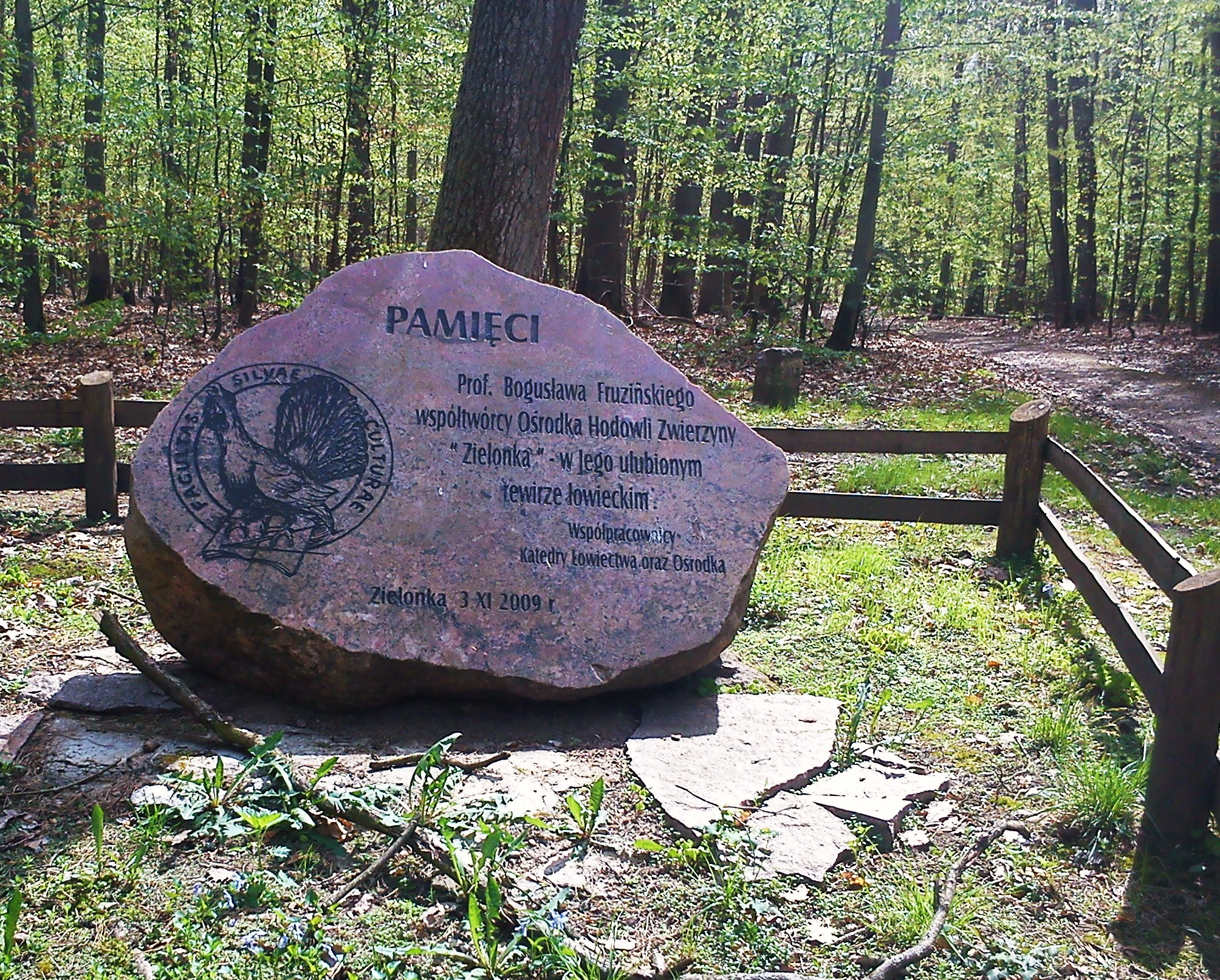
Głaz Fruzińskiego przy trakcie

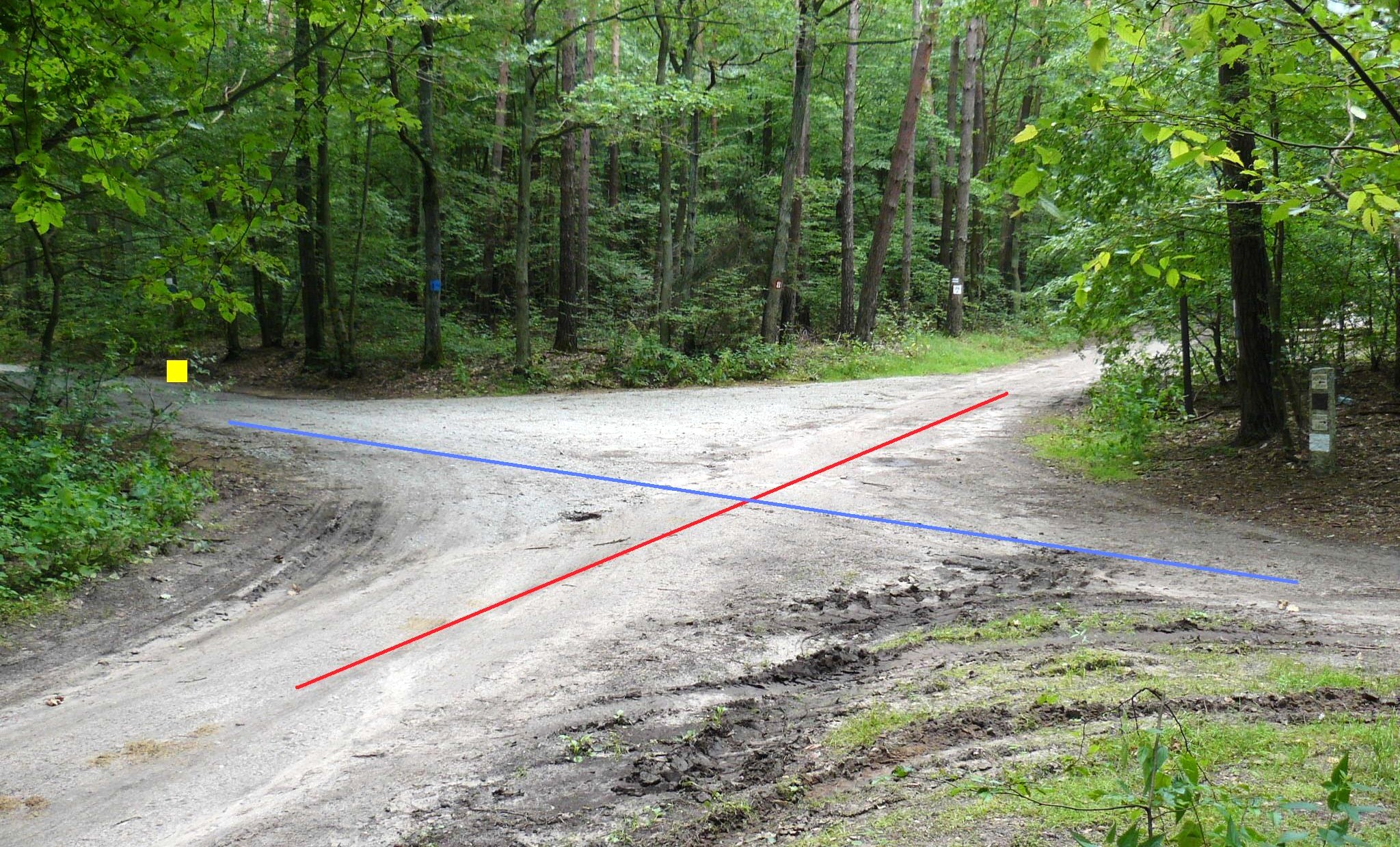
Skrzyżowanie Duża Gwiazda: na czerwono zaznaczono Trakt Bednarski, na niebiesko Trakt Poznański, a żółtym kwadratem dojście Linii Bucka

Trakt Bednarski (także: Trakt Gnieźnieński) – dawny, historyczny szlak handlowy, łączący Zielonkę (początek przy tzw. Czerwonych chatach - domach leśników z 1908) z Bednarami (i dalej Gnieznem), zlokalizowany na terenie Puszczy Zielonka (gminy Murowana Goślina i Pobiedziska). Przebiega przez ważne skrzyżowania dróg leśnych: Dużą Gwiazdę i Małą Gwiazdę.
Obecnie, z uwagi na brak utwardzonej nawierzchni, trakt utracił pierwotne znaczenie komunikacyjne, ale pozostał popularnym ciągiem
turystycznym (szlaki rowerowe i piesze). Przy drodze położone są dwa rezerwaty przyrody:
- Las mieszany w Nadleśnictwie Łopuchówko,
- Klasztorne Modrzewie.

Ponadto wzdłuż traktu bednarskiego rosną kasztanowce zwyczajne, które uznane zostały przez radę miejską gminy Murowana Goślina za pomnik przyrody (aleja). 
Przy drodze, w rejonie skrzyżowania z Traktem Poznańskim (około 1,5 km na wschód od Zielonki) ustawiony jest kamień pamiątkowy ku czci prof. Bogusława Fruzińskiego - współtwórcy Ośrodka Hodowli Zwierzyny Zielonka. Głaz posadowiono w ulubionym rewirze łowieckim profesora w dniu 3 listopada 2009, z inicjatywy współpracowników. Na kamieniu wyryty jest wizerunek głuszca z łacińską nazwą Facultas Silvae Culturae. Trakt przecina ponadto konny Wilczy szlak.